# Mohamed Dridi (boxe)
Pour les articles homonymes, voir Dridi.
Pour le joueur de rugby à XV, voir Mohamed Dridi (rugby à XV).
Mohamed "Momo" Dridi (arabe : محمد دريدي), né le 9 mars 1968 à Tunis, et mort le 5 décembre 2016 à Palavas-les-Flots, est un boxeur franco-tunisien.

## Biographie
Né en Tunisie mais orphelin de père, Mohamed Dridi est élevé par son oncle en France. Il fréquente le milieu du grand banditisme. Il se « sauve » avec le sport : il brille en kick-boxing, sport où il compte 77 victoires (dont 76 KO). Il remporte également le titre de champion d'Afrique ABU de boxe anglaise en 2000 dans la catégorie des poids super-moyens ainsi que la ceinture internationale UBO des poids lourds-légers en 2011. Après avoir emporté son dernier titre, Mohamed Dridi raccroche définitivement les gants.
Mohamed Dridi publie une autobiographie en 2004, Momo le turbulent. Il travaille ensuite comme acteur et côtoie la jet set. Le surnom "Momo" apparaissait comme alias sur sa carte d'identité.
En 2012, il fit un virage dans sa carrière en se réorientant vers le journalisme. Il intègre la rédaction de l'hebdomadaire Le Petit Niçois, où la rubrique sport lui est entièrement confiée. Il décroche sa carte de presse la même année.

## Décès
Mohamed Dridi est assassiné par balle le 5 décembre 2016 dans son appartement de Palavas-les-Flots,.

## Filmographie
- L'Agence
- Nestor Burma (série télévisée)[2]
- La Mentale[2]
- Central Nuit (série télévisée)
- No Limit (série télévisée)